# Раждавица
 Тази статия е за селото в Община Кюстендил.  За селото в Община Сурдулица вижте Ръждавица.  
Раждавица (до 1989 г. – Ръждавица) е село в Западна България. То се намира в община Кюстендил, Кюстендилска област.

## География
Село Раждавица се намира на 14 километра северно от гр.Кюстендил, в Кюстендилската котловина, на жп линията София – Кюстендил, в долината на река Струма, в западното подножие на Конявската планина.
Селото е съставено от махалите: Стаменова, Предарица, Рого, Азна, Край село, Мачканева, Шопова, Спротива, Пръдла.
Климат – умерен, преходно континентален, със средиземноморско влияние по течението на Струма.
През годините селото принадлежи към следните административно-териториални единици: Община Ръждавица (1949 – 1958), Община Драговищица (1958 – 1959), Община Ръждавица (1959 – 1978), Община Драговищица (1978 – 1987) и Община Кюстендил (от 1987 г.). 

## Име на селото
До 1989 г. официалното име на селото е Ръждавица. Произхода на името идва от прилагателното „ръждав“ (поради цвета на почвата и скалите в селото" и наставката „ица“.
Според легенда, преди много години в една от пещерите в околностите на селото разбойници скрили съкровище. След време то било намерено от човек, който прибрал златото, а на негово място оставил ръждясали метални отпадъци. Когато разбойниците се върнали и видели ръждясалото си имане, изумено възклакнали: „Какво място, тук дори златото хваща ръжда“. Според друга легенда името на селото идва от голямата раждаемост и плодородие на земята.
През 1989 г. с Указ № 2153 на Държавния съвет село Ръждавица (от съществителното „ръжда“) е преименувано на Раждавица (от глагола „ражда“, в смисъл „плодородно място“).

## Население
| Година    | 1866 | 1880 | 1900 | 1926 | 1934 | 1946 | 1956 | 1965 | 1975 | 1984 | 2010 |
| Население | 564  | 582  | 811  | 1138 | 1210 | 1166 | 925  | 947  | 840  | 593  | 263  |

## История
Няма запазени писмени данни за времето на възникване на селото. Останките от късноантично и късносредновековно селище, късноантична и средновековна крепост, както и запазените две късносредновековни църкви в землището на селото свидетелстват, че района е населяван от дълбока древност от траки и римляни, а впоследствие и от славяни и българи.
С името Ръждавица селото е споменато във фалшифицираната грамота-хрисовул от XIV-XV век. на сръбския крал Стефан Дечански (1321 – 1331) за дарените селища на манастира „Свети Никола Мрачки“ при село Пещера, Радомирско.
Ръждавица е старо средновековно селище. В близост до селото се намират средновековната църква „Света Богородица“, както и развалините на средновековната крепост „Трите кули“.
В турски данъчни регистри от XVI век селото е записано като Раждевица (1570), Ираджавиче, Иръждавиче и Раждавиче (1576).
През 1600 г. е построена и изписана църквата „Успение Богородично“ в центъра на селото, която е съборена през 1934 г., тъй като била твърде малка за нарасналия брой жители на селото, и на нейно място е изградена нова по-голяма енорийска църква, която носи същото име. Над южната врата на старата църква е имало външен надпис с отбелязано името на ктитора – Ювица и датата 1600 г.
С името Ръждавица селото е споменато в две приписки от 1842 г. върху т.нар. „Раждавички сборник“ – старобългарски ръкописен паметник от XII век.
В селото е открито училище през 1848 г. През 1866 г. в Ръждавица са регистрирани 68 домакинства с 564 жители.
Освобождението заварило Ръждавица като раетско село със 122 къщи от които 107 – български, 3 турски и 3 цигански. Освен тях в селото имало още 9 турски къщи на земеделци турци, които живеели през зимата и пролетта в Кюстендил.
В края на XIX век селото има 10607 декара землище, от които 5063 дка ниви, 3513 дка гори, 538 дка естествени ливади, 935 дка овощни и зеленчукови градини, 585 дка лозя и др. и се отглеждат 494 овце, 402 кози, 334 говеда и 121 коня. Основен поминък на селяните са земеделието (зърнени храни, овощарство, лозарство, тютюнопроизводство) и животновъдството. Развити са домашните занаяти, има 2 магазина, 3 за зърнени храни, 5 воденици, 1 мелница.
През 1914 г. се създават читалище „Светлина“ и Земеделско скотовъдно заемно дружество „Труд“. През 1934 г.е е построена новата енорийска църква „Успение Богородично“. През 1936 г. се учредява физкултурно дружество „Черешарска слава“.
Открити са лекарски участък (след 1935) и пощенска станция (1940). Селото е водоснабдено и електрифицирано (1943).
През 1950 г. е учредено ТКЗС „29 октомври“, което през 1959 г. става център на Обединено ТКЗС „Път към комунизма“, в което влизат и съставните села: Полска Скакавица, Шишковци, Шипочано, Гърбино. През 1979 г. ОТКЗС е включено в състава на АПК „Драговищица“ – с. Драговищица.
Изградени са 3 помпени и 1 водомерна станции на река Струма. Селото е благоустроено. Улиците са асфалтирани (1966 – 1979). През 1973 г. е създадено Туристическо дружество „Риша“. Построени са административна сграда (1971), детска градина за 50 деца (1974), фурна за хляб (1982). Разкрит е Домашен социален патронаж (1983). Изградени са складови бази на „Булгарплбод“ – София и ОП „Булгарплод“ – Кюстендил. Построено е общежитие за бригадири, строят се нови модерни обществени и частни сгради. Селото има автобусна и жп връзка с гр. Кюстендил.
В началото на XXI век в резултат на промените в страната след 1989 г. и засилената миграция населението намалява. Перспективите за развитие на селото са свързани с овощарството, преработващата промишленост и развитието на риболовен, спортен и църковен туризъм.

## Исторически, културни и природни забележителности
- Средновековна крепост „Трите кули“. Намира се на 2,5 км северозападно от селото, вляво от шосето за с. Гърбино, на левия бряг на река Струма, над 8-ия тунел на жп линията. Запазени са части от крепостен зид и четириъгълни кули на височина до 2 м. Градежът е от ломени камъни, споени с бял хоросан и сантрачна система. Защитена площ – около 1,5 декара.
- Късносредновековна църква „Света Богородица“. Намира се на около 3 километра северозападно от село Раждавица, на десния бряг на река Струма, в местността „Селище“. Еднокорабна и едноапсидна църква, с размери 6,50 Х 4,00 м. Допълнително е изграден притвор с дължина 2,60 Х 4 м, от който сега са запазени само основите. Цялата вътрешност е била изписана, като са запазени отделни фрагменти от стенописите. Стените на църквата са били запазена на височина от 0,50 до 3,20 м, като през 70-те години на църквата е изцяло реставрирана – изграден е наново каменният свод на наоса и е покрита с каменни плочи. Датирана е в широките граници XII-XVI в.
- Църква „Свети Атанасий“, наричана от местното население още „Свети Атанас Летни“. Храмът е посветен на Свети Атанасий Атонски (да не се бърка със Свети Атанасий Велики) - монах от Света гора, живял през X век, основател на основния манастир на Атон - Великата лавра. Храмът в Раждавица се намира на около 0,5 км северно от селото, на левия бряг на река Струма, в местността „Чардако“. На 5-ти юли, празникът на Свети Атанасий Атонски, се прави литийно шествие от новата черква  „Успение Богородично“ в центъра на селото до храма  „Свети Атанас Летни“[4]. Храмът е еднокорабна и едноапсидна църква, изградена от ломени камъни и тухли, споени с бял хоросан. Сводът е бил полуцилиндричен, сега е разрушен. Цялата вътрешност е била изписана, като от стенописите няма запазено нищо с изключение на няколко фрагменти от букви под гредите на входа на сградата. Построена е през XVI-XVIII в.

- Църква „Успение Богородично“. Намира се в центъра на село Раждавица. Построена е през 1935 г. на мястото на едноименна късносредновековна църква, изписана през 1600 г.
- Оброк „Свети Георги“. Намира се на около 1 км южно от селото, на левия бряг на река Струма, в местността Цръквето, при останките на малка църква.
- Камък, изрисуван от Владимир Димитров-Майстора.
- Каньонът на река Шегава с множество интересни скални фигури.
- Вековна черница на повече от 500 години – в местността „Азна“.

## Обществени институции
- Кметство с. Раждавица.
- Начално училище „Св. св. Кирил и Методий“.
- Читалище „Светлина“ – действащо читалище, регистрирано под номер 1027 в Министерство на културата на Република България. Дейности: Клуб Изкуство и музика; библиотека с 6160 тома.

## Религии
Село Раждавица принадлежи в църковно-административно отношение към Софийската епархия, архиерейско наместничество Кюстендил. Населението изповядва източното православие.

## Личности
- Георги Павлов Шопов – основал със съмишленици в родната си къща партийната организация на БКП в селото. Зверски съсечен с брадва от свой съселянин заради политическите си убеждения.
- Стоян Антов Балджията (ок.1830 – ок.1895) – възрожденец, търговец и книгоразпространител. Търгува с печени сливи, восък, орехи, плодове, мед, сол, маслини, гайтани и др. Доставя тайно в Кюстендил революционни вестници, издавани в Румъния. Участва в Първото българско изложение в Пловдив (1892) и получава диплом и бронзов медал.

## Сайт на селото
РАЖДАВИЦА